# Cast in Stone
Cast in Stone è il nono album in studio dei Venom, pubblicato nel 1997. Inoltre è anche il loro primo album in 12 anni a presentare la formazione originale.

## Il disco
Registrato negli Lartington Hall Studios vicino a Barnard Castle, è stato pubblicato su SPV/Steamhammer nel 1997e. Come i precedenti due album, l'ex-produttore della band hair/hard'n'heavy Child's Play e successivo produttore dei Motörhead, Howard Benson, era originariamente in trattative per produrre l'album, con Cronos che voleva che l'album avesse una produzione simile al disco del Motörhead del 1995, Sacrifice. Tuttavia, ancora una volta, Benson non era disponibile.
È l'ultimo album di Venom ad avere Abaddon alla batteria.

## Tracce
1. The Evil One – 3:18
2. Raised in Hell – 2:47
3. All Devils Eve – 2:53
4. Bleeding – 2:43
5. Destroyed & Damned – 6:45
6. Domus Mundi – 3:51
7. Flight of the Hydra – 3:22
8. God's Forsaken – 4:24
9. Mortals – 3:15
10. Infectious – 3:36
11. Kings of Evil – 4:15
12. You're All Gonna Die – 3:02
13. Judgement Day – 4:32
14. Swarm – 5:06

## Accoglienza
"Cast in Stone è più pesante dei Metallica e più melodico dei Pantera", secondo Vox.
"Un album sorprendentemente ascoltabile che è forse più old school metal che thrash, ma punta a un calcio veloce nelle palle e lo fa per davvero", conclude il critico Jerry Ewing, dando all'album tre stelle su cinque.

## Formazione
- Conrad "Cronos" Lant - basso e voce
- Jeff "Mantas" Dunn - chitarra
- Tony "Abaddon" Bray - batteria